# Sphaerium asiaticum
Sphaerium asiaticum е вид мида от семейство Sphaeriidae. Видът не е застрашен от изчезване.

## Разпространение и местообитание
Разпространен е в Русия (Европейска част на Русия и Западен Сибир).
Обитава пясъчните дъна на сладководни басейни, реки и потоци.